# Clarotes
A Clarotes a sugarasúszójú halak (Actinopterygii) osztályának harcsaalakúak (Siluriformes) rendjébe, ezen belül a Claroteidae családjába tartozó nem.

## Rendszerezés
A nembe az alábbi 2 faj tartozik:
- Clarotes bidorsalis Pellegrin, 1938
- Clarotes laticeps (Rüppell, 1829)